# Poczta elektroniczna
Poczta elektroniczna, e-poczta, pot. mejl (ang. electronic mail, e-mail, email, w skrócie: mail) – usługa komunikacji interpersonalnej, która umożliwia przekazywanie komunikatu z wykorzystaniem standardu SMTP (Simple Mail Transfer Protocol), POP3 (Post Office Protocol), IMAP4 (Internet Message Access Protocol) lub innego standardu zapewniającego te same funkcje.

## Polskie nazewnictwo
W języku polskim określenie e-mail próbowano zastąpić skrótowcem listel od list elektroniczny; starano się także upowszechnić określenie el-poczta – analogia do określenia el-muzyka, czyli muzyka elektroniczna. Określenia te jednak nie przyjęły się w codziennym użyciu.
Rada Języka Polskiego sankcjonuje dwie formy zapożyczone: e-mail i mejl. Mirosław Bańko zaleca używanie tego drugiego wariantu wszędzie, z wyjątkiem najbardziej oficjalnych tekstów. Inne źródła notują wyłącznie formy e-mail i mail.

## Rozwój usługi
E-mail został wymyślony w roku 1965. Autorami pomysłu byli: Louis Pouzin, Glenda Schroeder i Pat Crisman. Wówczas jednak usługa ta służyła jedynie do przesyłania wiadomości pomiędzy użytkownikami tego samego komputera, a adres poczty elektronicznej jeszcze nie istniał. Usługę polegającą na przesyłaniu wiadomości tekstowych pomiędzy komputerami wymyślił w roku 1971 Ray Tomlinson, wybrał również znak @ do rozdzielania nazwy użytkownika od nazwy komputera, a później nazwy domeny internetowej.
Na początku do wysyłania e-maili służył protokół komunikacyjny CPYNET. Później wykorzystywano FTP, UUCP i wiele innych protokołów, a w 1982 roku Jon Postel opracował do tego celu protokół SMTP, używany do dzisiaj.
Innym, ważnym protokołem komunikacyjnym, wykorzystywanym przy pobieraniu e-maili, jest POP3 oraz jego ulepszona wersja IMAP.
Standard Multipurpose Internet Mail Extensions (MIME) opracowano specjalnie z myślą o przesyłaniu poczty elektronicznej. Umożliwia on dodatkowo dołączanie do maila plików z dowolnymi danymi, w formie tzw. załącznika. Do kodowania wiadomości tekstowych stosuje się kodowanie transportowe Quoted-Printable, a do kodowania załączników wykorzystywany jest uuencode oraz jego ulepszona wersja Base64.

## Oprogramowanie
Do obsługi poczty elektronicznej wykorzystuje się wyspecjalizowane oprogramowanie, uruchomione na stale działających serwerach. Znane i popularne programy tego typu to np.: Sendmail, Postfix, Exim, MDaemon oraz Qmail.
Program służący do redagowania, wysyłania i odbioru e-maili to klient poczty elektronicznej. Popularne programy tego typu to np.:
- tekstowe: Elmo, Gnus, Mutt, Pine,
- graficzne: Eudora, Evolution, KMail, Mail, Microsoft Outlook, Mozilla Thunderbird, Opera, Pegasus Mail, SeaMonkey, Sylpheed, The Bat!

Obecnie dostawcy usług internetowych powszechnie oferują dostęp poprzez przeglądarkę internetową WWW – ten sposób dostępu określa się mianem Webmail.